# Bộ Năng lượng Hoa Kỳ
Bộ Năng lượng Hoa Kỳ (United States Department of Energy, viết tắt DOE) là một bộ cấp nội các của chính phủ liên bang Hoa Kỳ đặc trách về các chính sách của Hoa Kỳ có liên quan đến năng lượng và sự an toàn trong việc quản lý vật liệu nguyên tử. Trách nhiệm của bộ gồm có các chương trình vũ khí hạt nhân của quốc gia, sản xuất các lò phản ứng hạt nhân cho Hải quân Hoa Kỳ, bảo tồn năng lượng, nghiên cứu có liên quan đến năng lượng, thu hồi tồn chứa chất thải phóng xạ, và sản xuất năng lượng nội địa. Bộ Năng lượng Hoa Kỳ cũng bảo trợ nghiên cứu khoa học ứng dụng và cơ bản hơn bất cứ cơ quan liên bang nào khác của Hoa Kỳ; phần lớn chương trình này được tài trợ qua hệ thống của bộ là Các phòng thí nghiệm Quốc gia Bộ Năng lượng Hoa Kỳ.
Bộ trưởng Năng lượng Hoa Kỳ là người lãnh đạo Bộ Năng lượng Hoa Kỳ. Tổng hành dinh của bộ nằm tại khu tây nam của Washington, D.C., trên Đường Independence trong Tòa nhà Forrestal (được đặt tên của James Forrestal) cũng như tại Germantown, Maryland.

## Lịch sử
Bộ Năng lượng được thành lập vào ngày 4 tháng 8 năm 1977 sau khi Tổng thống Jimmy Carter ký Đạo luật Tổ chức Bộ Năng lượng năm 1977 thành luậ. Trước đó, lịch sử của bộ có thể truy tìm về thời Chiến tranh thế giới thứ hai.
Hoa Kỳ, trong lúc năng nổ nhằm chế tạo một quả bom nguyên tử trước bất cứ nước nào khác, đã khởi động Dự án Manhattan dưới sự chỉ đạo của Công binh Lục quân Hoa Kỳ. Sau chiến tranh, Ủy ban Năng lượng Nguyên tử Hoa Kỳ được thành lập để kiểm soát tương lai của dự án.
Năm 1974, Ủy ban Năng lượng Nguyên tử bị bãi bỏ và nhường đường cho Ủy ban Điều tiết Hạt nhân (Nuclear Regulatory Commission) có nhiệm vụ điều tiết ngành công nghiệp năng lượng hạt nhân, và Cơ quan Quản lý Phát triển và Nghiên cứu Năng lượng (Energy Research and Development Administration) có nhiệm vụ trông coi phát triển vũ khí hạt nhân, lò phản ứng nguyên tử cho hải quân và các chương trình phát triển năng lượng. Chỉ một vài năm sau đó, khủng hoảng năng lượng đã làm cho chính phủ chú ý đến việc thống nhất lại hai nhóm này. Đạo luật Tổ chức Bộ Năng lượng năm 1977 mà Tổng thống Carter ký thành luật ngày 4 tháng 8 năm 1977, đã lập nên Bộ Năng lượng Hoa Kỳ, nhận lãnh trách nhiệm của cả hai cơ quan vừa nói ở trên cũng như các chương trình của các cơ quan khác nữa.
Bộ bắt đầu hoạt động vào ngày 1 tháng 10 năm 1977.

## Các đơn vị hoạt động
- Cơ quan Quản lý Thông tin Năng lượng (Energy Information Administration) là một cơ quan độc lập trong Bộ Năng lượng Hoa Kỳ. Cơ quan này là nguồn thống kê năng lượng chính thức từ chính phủ Hoa Kỳ. Cơ quan này thu thập, phân tích và xuất bản các dữ liệu như được luật pháp hướng dẫn để bảo đảm các thị trường hữu hiệu, thông tin về sách lược chính sách và hỗ trợ công chúng hiểu biết về năng lượng.
- Cơ quan Quản lý An ninh Hạt nhân Quốc gia (National Nuclear Security Administration) là một bộ phận của Bộ Năng lượng Hoa Kỳ. cơ quan có trách nhiệm cải tiến an ninh quốc gia qua việc áp dụng năng lượng hạt nhân vào quân sự. Cơ quan này cũng duy trì và cải tiến an toàn, độ tin cậy, và tính năng của kho vũ khí hạt nhân của Hoa Kỳ trong đó bao gồm khả năng thiết kế, sản xuất và thử nghiệm để đáp ứng các đòi hỏi về an ninh quốc gia.
- Văn phòng Vận chuyển An toàn (Office of Secure Transportation) có trách nhiệm cung ứng vận chuyển an toàn và chắc chắn các cơ phận và vũ khí hạt nhân cũng như các vật liệu hạt nhận đặc biệt và tiến hành các sứ mệnh hỗ trợ an ninh quốc phòng của Hoa Kỳ. Từ năm 1974, Văn phòng đã được giao cho trách nhiệm phát triển, vận hành và quản lý một hệ thống vận chuyển an toàn và chắc chắn cho tất cả các loại trang thiết bị được thiết kế đặc biệt và hệ thống này được vận chuyển bởi các loại cơ giới chuyên dụng chở vật liệu hạt nhân có nhân viên liên bang bảo vệ.
- Ủy ban Điều tiết Năng lượng Liên bang (Federal Energy Regulatory Commission) là một cơ quan điều tiết độc lập nằm trong Bộ Năng lượng.

Ngoài ra bộ cũng quản lý Kho dự trữ dầu chiến lược.

### Văn phòng khoa học
Văn phòng Khoa học là cơ quan hỗ trợ đơn độc lớn nhất về nghiên cứu cơ bản trong lãnh vực khoa học vật lý tại Hoa Kỳ. Văn phòng cung ứng hơn 40 phần trăm tổng ngân quỹ cho lãnh vực quan trọng này của quốc gia..
Văn phòng Khoa học sẽ đầu tư 777 triệu đô la trong 5 năm tới (từ năm 2009) tại 46 trung tâm mới về nghiên cứu tiên phong về năng lượng. Các trung tâm này sẽ được thiết lập tại các viện đại học, các phòng thí nghiệm quốc gia, các tổ chức bất vụ lợi, và các hãng tư nhân khắp đất nước. Hai mươi trong số các trung tâm này sẽ tập trung nghiên cứu về năng lượng tái sinh.

## Trách nhiệm về vũ khí hạt nhân
Tại Hoa Kỳ, tất cả các vũ khí hạt nhân do Bộ Quốc phòng Hoa Kỳ triển khai thật sự đều được mượn từ Cơ quan Quản lý An ninh Hạt nhân Quốc gia thuộc Bộ Năng lượng Hoa Kỳ. Cơ quan này có trách nhiệm thiết kế, thử nghiệm và sản xuất tất cả vũ khí hạt nhân. Đến lượt mình thì Cơ quan Quản lý An ninh Hạt nhân Quốc gia lại sử dụng các nhân viên hợp đồng để thực hiện các trách nhiệm của mình tại các nơi do chính phủ làm chủ sau đây:
- Thiết kế các bộ phận hạt nhân của vũ khí: Phòng thí nghiệm Quốc gia Los Alamos và Phòng thí nghiệm Quốc gia Lawrence Livermore
- Chế tạo các hệ thống vũ khí: Phòng thí nghiệm Quốc gia Sandia
- Sản xuất các bộ phận chính: Phòng thí nghiệm Quốc gia Los Alamos, Nhà máy Kansas City, và Tòa nhà phức hợp An ninh Quốc gia Y-12
- Thử nghiệm: Khu thử nghiệm Nevada
- Nơi tháo/ráp đầu đạn/vũ khí hoàn thành: Pantex